# Juan Martín Fernández Lobbe

a Compétitions nationales et continentales officielles uniquement.

b Matchs officiels uniquement.
Dernière mise à jour le 31 mars 2019.
Juan Martín Fernández Lobbe (dit Corcho), né le 19 novembre 1981 à Buenos Aires, est un joueur international argentin de rugby à XV, jouant au poste de troisième ligne.
Malgré son profil longiligne, c'est un troisième ligne centre (ou aile) qui pénètre les défenses adverses. Son habileté à récupérer les ballons hauts tant en défense qu'en attaque font de lui un pivot pour faire avancer son équipe. Il est le frère cadet de l'ex-Bordelais et Castrais Ignacio Fernández Lobbe.
Il est aujourd'hui considéré comme l'un des meilleurs joueurs de l'histoire des Pumas, et du Rugby club toulonnais avec lequel il a tout remporté le Championnat de France en 2014 et la Coupe d'Europe en 2013, 2014 et 2015.

## Carrière

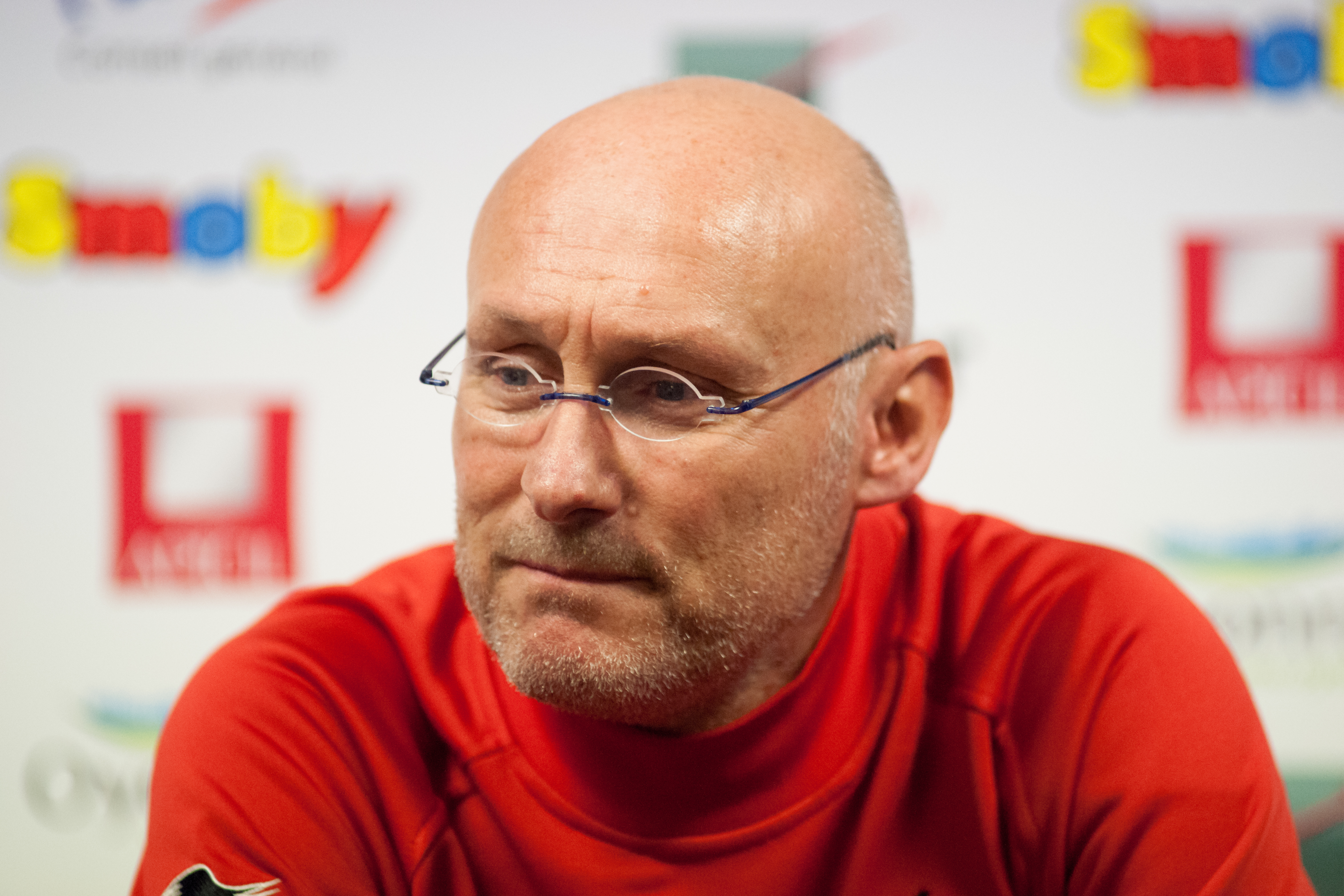
Bernard Laporte, ici en 2014, est le manager de Juan Martín Fernández Lobbe à Toulon de 2011 à 2016.

Après une carrière au sein du club anglais de Sale de 2006 à 2009, il rejoint le RC Toulon, club où il se voit confier à de nombreuses occasions le rôle de capitaine. En 2016, le site Rugbyrama le classe dixième parmi les meilleurs joueurs de l'histoire du RC Toulon.
En 2018, il met un terme à sa carrière de joueur et devient entraîneur de la défense et de la touche du RC Toulon auprès du nouveau manager Patrice Collazo. Il quitte le club à l'issue de la première saison et devient entraîneur assistant des Pumas.

## Bilan en tant qu'entraîneur
| Saison      | Club      | Division | Poste            | Classement | Coupe d'Europe   | Challenge Européen |
| ----------- | --------- | -------- | ---------------- | ---------- | ---------------- | ------------------ |
| 2018 - 2019 | RC Toulon | Top 14   | Défense & touche | 9e         | Éliminé en poule | -                  |

| Année | Sélection | Poste   | The Rugby Championship | Coupe du monde   | Classement World Rugby à la fin de l'année |
| ----- | --------- | ------- | ---------------------- | ---------------- | ------------------------------------------ |
| 2019  | Argentine | Adjoint | 4e                     | 3e de la poule C | 10e                                        |
| 2020  | Argentine | Adjoint | 2e (Tri-nations)       | -                | 8e                                         |
| 2021  | Argentine | Adjoint | 4e                     | -                | 9e                                         |

## Statistiques en équipe nationale
Juan Martín Fernández Lobbe compte 71 sélections avec l'équipe d'Argentine, dont 69 titularisations, depuis son premier match disputé le 28 avril 2004 face à l'équipe d'Uruguay, inscrivant 25 points, cinq essais.
Il participe à trois éditions de la coupe du monde, en 2007 où l'Argentine termine troisième et où il dispute sept rencontres, les deux matchs face à la France, Géorgie, Namibie, Irlande, Écosse, Afrique du Sud, l'édition 2011 où il obtient trois sélections, face à l'Angleterre, la Roumanie et l'Écosse et en 2015 où il joue contre la Nouvelle-Zélande, la Géorgie, les Tonga, la Namibie, l'Irlande, l'Australie et l'Afrique du Sud.

## Palmarès

### En club
- RC Toulon
  - Finaliste du Challenge Européen en 2010 et 2012
  - Finaliste du Championnat de France en 2012, 2013, 2016 et 2017
  - Vainqueur de la Coupe d'Europe en 2013, 2014 et 2015
  - Vainqueur du Championnat de France en 2014

### Distinctions personnelles
- Oscar Monde du Midi olympique en 2014